# Pallaskero
Pallaskero är ett berg i Lappland i Finland. Toppen på Pallaskero är 644 meter över havet.